# Robert Hürlimann
Robert Hürlimann (Zug, 18 de agosto de 1967) es un deportista suizo que compitió en curling. Ganó dos medalla de bronce en el Campeonato Europeo de Curling, en los años 1992 y 2010.

## Palmarés internacional
| Campeonato Europeo | Campeonato Europeo  | Campeonato Europeo | Campeonato Europeo |
| Año                | Lugar               | Medalla            | Prueba             |
| ------------------ | ------------------- | ------------------ | ------------------ |
| 1992               | Perth (Reino Unido) | Medalla de bronce  | Equipo             |
| 2010               | Champéry (Suiza)    | Medalla de bronce  | Equipo             |